# بيتر يغر
بيتر ياغر (بالألمانية: Peter Jäger)‏ هو عالم العنكبوتيات ‏ ألماني، ولد في 1968.